# Pidonia hamadryas
Pidonia hamadryas är en skalbaggsart som beskrevs av Mikio Kuboki 1977. Pidonia hamadryas ingår i släktet Pidonia och familjen långhorningar. Inga underarter finns listade i Catalogue of Life.